# 服部謙太郎
服部 謙太郎（はっとり けんたろう、1919年4月6日 - 1987年9月1日）は、日本の経営者。服部時計店（現・セイコーグループ）の第4代社長・会長を務めた。
父方の祖父は服部時計店創業者で「日本の時計王」と呼ばれる服部金太郎。母方の祖父は外交官・宮内官僚の上野季三郎。父は服部時計店第2代社長の服部玄三。叔父（父の弟）は第3代社長の服部正次。弟は第5代社長の服部禮次郎。次男は第10代社長の服部真二。従弟はセイコーインスツル元社長、セイコーエプソン初代社長の服部一郎。岳父（妻の父）は日本ゴム株式会社元社長、日本放送協会（NHK）元会長の永田清。甥はヴァイオリニスト・指揮者の服部譲二。

## 経歴
東京都出身。慶應義塾幼稚舎、慶應義塾普通部、大学予科を経て、1940年に慶應義塾大学経済学部を卒業。1951年6月に第二精工舎取締役に就任し、1964年6月には服部時計店専務に就任し、1967年12月に副社長を経て、1974年7月には社長に就任した。社名は変更した1983年6月に会長に就任。
1980年11月に藍綬褒章を受章。
1987年9月1日、膵臓癌のために死去。68歳没。墓所は多磨霊園。